# Allentsteig
Allentsteig is een gemeente in de Oostenrijkse deelstaat Neder-Oostenrijk, gelegen in het district Zwettl. De gemeente heeft ongeveer 2200 inwoners.

## Geografie
Allentsteig heeft een oppervlakte van 71,62 km². Het ligt in het noordoosten van het land, ten noordwesten van de hoofdstad Wenen en ten zuiden van de grens met Tsjechië.

## Geboren te Allentsteig
- Ernst Pichler (1908–1986), componist, dirigent en hoornist
- Doris Schwaiger (1985), beachvolleyballer
- Stefanie Schwaiger (1986), beachvolleyballer

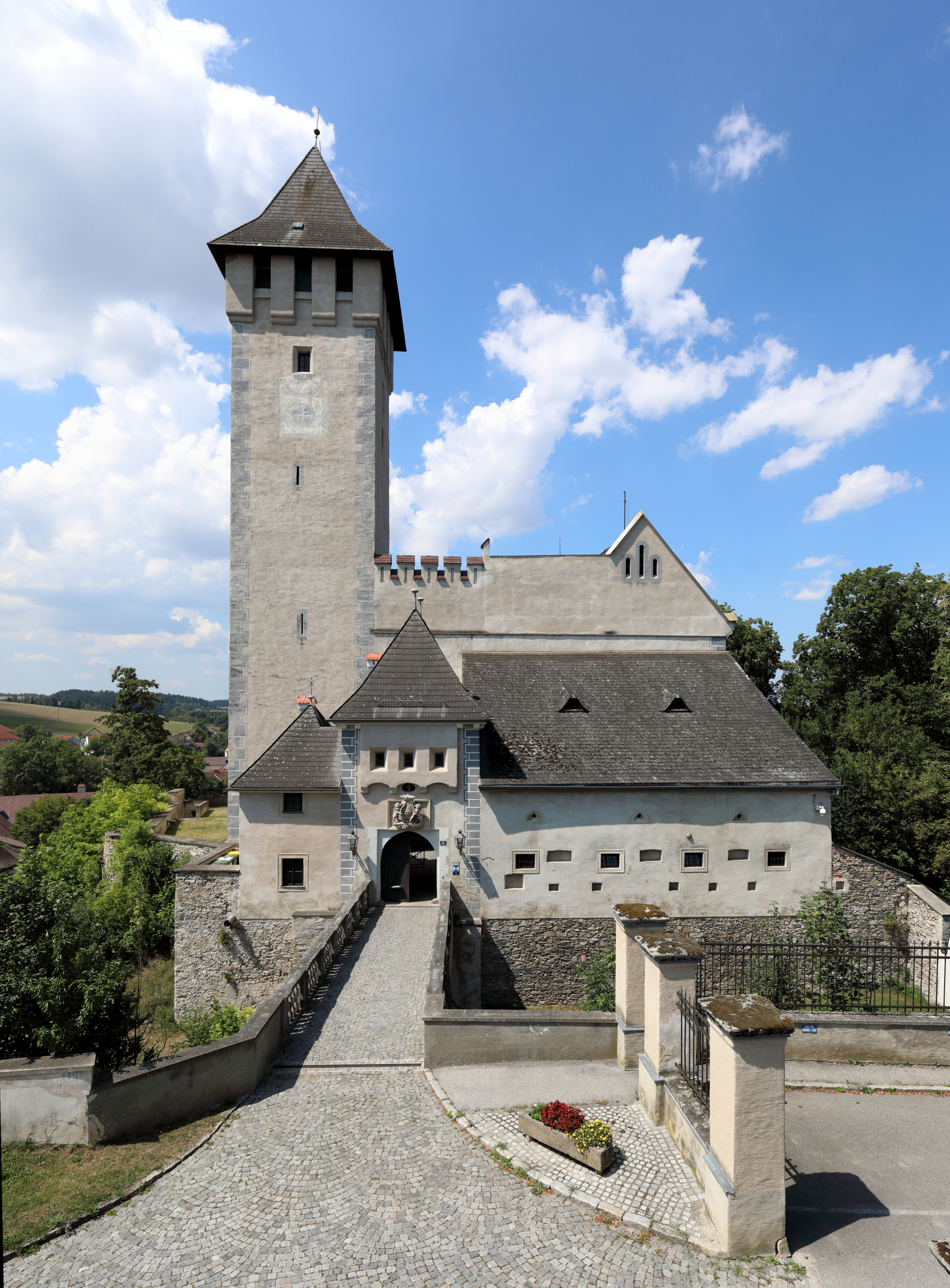
Kasteel
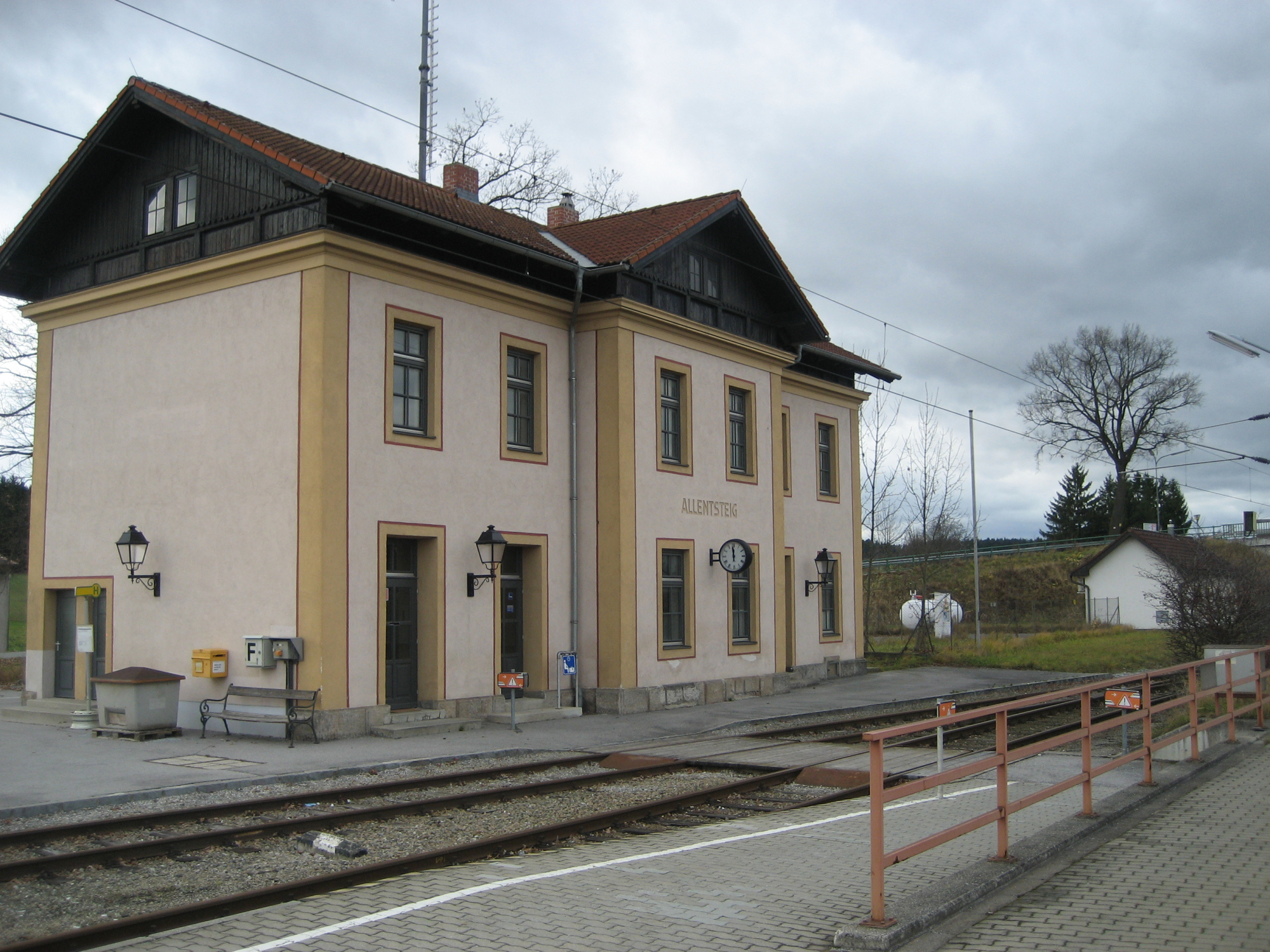
Station

Allentsteig · Altmelon · Arbesbach · Bad Traunstein · Bärnkopf · Echsenbach · Göpfritz an der Wild · Grafenschlag · Groß Gerungs · Großgöttfritz · Gutenbrunn · Kirchschlag · Kottes-Purk · Langschlag · Martinsberg · Ottenschlag · Pölla · Rappottenstein · Sallingberg · Schönbach · Schwarzenau · Schweiggers · Waldhausen · Zwettl
- Gemeinsame Normdatei: 4001253-0
- Library of Congress Control Number: n95040633
- Nationale Bibliotheek van Tsjechië: xx0320279
- Nationale Bibliotheek van Israël: 987007537697505171
- Virtual International Authority File: 242958888
- WorldCat: E39PCjtJtWyKrcvv49Vh73GDVP